# Mateo Klimowicz
Mateo Klimowicz (* 6. Juli 2000 in Buenos Aires) ist ein argentinisch-deutscher Fußballspieler. Er steht seit Januar 2023 in Mexiko bei Atlético San Luis unter Vertrag.

## Laufbahn

### Im Verein
Mateo kam am 6. Juli 2000 in Buenos Aires als Sohn des damaligen Profifußballers Diego Klimowicz zur Welt. Nach dessen Wechsel zum VfL Wolfsburg 2001 zog Mateo als Einjähriger nach Deutschland. Dort lebte er mit seiner Familie in Parsau und begann 2005 im Alter von fünf Jahren bei den G-Junioren (U7) der JSG Bergfeld/Parsau/Tülau mit dem Fußballspielen. Als sein Vater später bei Borussia Dortmund (2007–2008) und beim VfL Bochum (2009–2010) spielte, lebte die Familie in Kamen. Klimowicz spielte während dieser Zeit zunächst in der Jugend des BVB, von August 2008 bis Juni 2009 im Kamener Stadtteil Kaiserau bei SuS Kaiserau und anschließend für sieben Monate beim Kamener SC. Als sein Vater 2010 seine Karriere für beendet erklärte, zog Klimowicz im Alter von 10 Jahren gemeinsam mit seiner Familie nach Argentinien zurück. Dort schloss er sich 2011 den Reihen von Instituto Córdoba an. Während eines Besuchs in Wolfsburg im Jahr 2016 trainierte Klimowicz zudem einige Einheiten mit den B1-Junioren (U17) des VfL.
Klimowicz gab sein professionelles Debüt am Ende der Saison 2016/17 in der zweiten argentinischen Liga (Primera B Nacional) und nahm im Alter von 16 Jahren an Begegnungen gegen Juventud Unida und Nueva Chicago teil, als sein Klub den sechsten Platz in der Endplatzierung erreichte. Klimowicz erzielte sein erstes Profitor am 14. Oktober 2017 bei einem 1:1 gegen Aldosivi.
Zur Saison 2019/20 kehrte Klimowicz nach neun Jahren nach Deutschland zurück und wechselte zum VfB Stuttgart, bei dem er einen Vertrag mit einer Laufzeit bis zum 30. Juni 2024 erhielt. Am Ende seiner ersten Saison in Stuttgart gelang ihm mit dem VfB der direkte Wiederaufstieg in die Bundesliga.
Anfang September 2022 wechselte er leihweise zum Zweitligisten Arminia Bielefeld. Im Zuge dessen verlängerte er seinen Vertrag beim VfB bis zum 30. Juni 2025. Beim Absteiger, der auch eine Klasse tiefer in den Abstiegskampf geriet, kam er bis zur Winterpause lediglich 5-mal zum Einsatz und stand nur einmal in der Startelf.
Daher wurde die Leihe vorzeitig beendet und Klimowicz zum 1. Januar 2023 bis zum 31. Dezember 2023 an den mexikanischen Erstligisten Atlético San Luis weiterverliehen. Am 20. Dezember 2023 wurde bekannt, dass Klimowicz dauerhaft bei San Luis bleiben wird.

### In der Nationalmannschaft
Aufgrund seiner doppelten Staatsbürgerschaft ist Klimowicz für den argentinischen Fußballverband und den DFB spielberechtigt. Im März 2021 nominierte Stefan Kuntz ihn in den Kader der deutschen U21-Nationalmannschaft für die U21-Europameisterschaft 2021 in Slowenien und Ungarn, die aufgrund der COVID-19-Pandemie in zwei Teilen stattfand. Während in der März-Länderspielpause die Vorrunde ausgetragen wurde, fand die K.-o.-Runde nach dem Saisonende von Ende Mai bis Anfang Juni statt. Bei der Vorrunde kam Klimowicz in allen drei Spielen zum Einsatz, davon einmal in der Startelf. In der Finalrunde, die die deutsche U21 mit dem Gewinn des Europameistertitels abschloss, kam er im Viertelfinale gegen Dänemark zu seinem einzigen Einsatz.

## Erfolge und Auszeichnungen
Erfolge
- U21-Europameister: 2021
- Aufstieg in die Bundesliga: 2020

Auszeichnungen
- Rookie des Monats: Oktober 2020[16]

## Persönliches
Neben seinem Vater Diego waren auch seine Onkel Javier und Nicolás Profifußballer. Klimowicz ist polnischer Abstammung über seinen Urgroßvater. Er besitzt sowohl die argentinische als auch die deutsche Staatsangehörigkeit. Nachdem er die Sprache zwischenzeitlich fast verlernt hatte, spricht Klimowicz neben Spanisch auch wieder Deutsch.